# خاندان کیسو
خاندان کیسو (به ژاپنی: 木曾氏)؛ یکی از خاندان‌های منشعب شده از خاندان کاواچی گنجی  و خاندان میناموتو بود که توسط میناموتو نو یوشی‌ناکا بنیان‌گذاری شد. پدر یوشی‌ناکا، میناموتو نو یوشی‌کاتا در سن ۳۰ سالگی در حمله میناموتو نو یوشی‌هیرا در جنگ اوکورا کشته شد. پسر بزرگش به فرزند خواندگی میناموتو نو یوریماسا درآمد و پسر دومش یوشی‌ناکا که در آن زمان دو سال داشت در ولایت شینانو، کیسو، ناگانو (شهرک) به ناکاهارا نو کانه‌توئو سپرده شد و توسط وی پرورش یافت. یوشی‌ناکا خاندان کیسو را در بنیان‌گذاری کرد.